# Unic MZ 36
 (août 2022).
Si vous disposez d'ouvrages ou d'articles de référence ou si vous connaissez des sites web de qualité traitant du thème abordé ici, merci de compléter l'article en donnant les références utiles à sa vérifiabilité et en les liant à la section « Notes et références ».
L'UNIC série MZ est un camion de moyen tonnage de X tonnes de P.T.A.C. en configuration 4x2 étudié par le constructeur italien Fiat V.I. et fabriqué en Italie en 1958 et 1959. Sa fabrication a été transférée en France, dans la filiale Unic où elle a commencé en mai 1960.
La série MZ a reçu de nombreuses appellations MZ & MZU 34, 35, 36 & 37, selon leur PTAC. Le modèle le plus connu s'appelait Saverne. À partir de 1966, elle a été renommée série "P Vosges", P6, P8 & P9. La série comprenait des versions porteur (PTAC de 8 à 12,5 tonnes) mais aussi tracteur de semi-remorques (PTRA de 18 tonnes).

## Histoire
Le projet des camions Fiat C40/C50 est né à la suite de l'appel d'offres lancé par l'OTAN pour la fourniture de 15 000 exemplaires d'un camion militaire moyen/léger ayant des caractéristiques militaires particulières américaines. Fiat V.I. a été un des rares constructeurs européens retenus pour participer à cet appel d'offres international et a développé le projet spécifique C40/C50 qui n'avait rien en commun avec le reste de la gamme de camions Fiat V.I. qui avait adopté la cabine avancée sur tous ses modèles depuis 1930. Le style général du véhicule était très américain avec un long capot quasiment imposé.
Les premiers prototypes sont présentés en 1957. L'OTAN qualifie et retient le prototype Fiat mais n'a jamais confirmé la commande. Confiante dans les qualités de ce nouveau modèle, la direction de Fiat lance la production dans son usine turinoise de Stura, pourtant réservée aux modèles lourds, car les usines milanaises d'OM qui auraient dû le produire, étaient trop chargées.
La commercialisation du Fiat C40 commence au début de l'année 1958 mais ne rencontre pas la faveur des clients italiens, trop habitués aux avantages des cabines avancées et dont les modèles OM Tigrotto et Leoncino connaissent un franc succès. Pour sauver son investissement, Fiat V.I. envisage une version plus puissante. Le C50 apparaît en 1959.
Malgré ses grandes qualités, la gamme C40 / C50 sera boudée en Italie ce qui va contraindre FIAT V.I. à arrêter sa production moins de 3 ans après son lancement pour faire place au futur Fiat 650. Tout l'outillage de production est alors transféré vers sa filiale française UNIC, l'usine Letourneur et Marchand.
Le constructeur français UNIC, racheté par Simca-Fiat en 1951, devenu filiale officielle de Fiat V.I. en 1960, a été chargé par la direction italienne de Fiat V.I. de reprendre la fabrication de ces modèles qui devaient connaitre un meilleur succès commercial en terre française car, contrairement à l'Italie, les cabines à capot resteront très prisées jusqu'à la fin des années 1980 auprès des routiers.
La conception des modèles de moyen tonnage Unic encore commercialisés dataient de l'immédiat après guerre et étaient dépassés sur le plan technique. Pour moderniser son milieu de gamme avec une cabine toujours fabriquée sur une armature bois, Unic adopte avec empressement ces modèles, malheureux en Italie. Unic va conserver le robuste châssis et la cabine Fiat mais va greffer son moteur MZ 31 en lieu et place du moteur Fiat qu'il aurait fallu importer et payer les lourdes taxes douanières appliquées par la France.
Le modèle Saverne reste le plus connu. La nouvelle cabine sera la providence qui offrira à UNIC une caisse moderne. Ce type de véhicule de moyen tonnage était assez peu développé en France et UNIC va en profiter. Les séries MZU Belfort, Bonhomme, Bussang, Donon, Saverne et P6/8 Vosges, sont autant de noms associés par UNIC à ce modèle. La cabine sera baptisée "Saint Cloud". Le camion sera produit de mai 1960 jusqu'à la fin des années 60, remplacé par les Fiat 645 et Fiat 650 importés. En 1966 Fiat V.I. absorbe le groupe Simca Industries pour en faire sa filiale poids lourd au sein de FIAT France SA - F.F.S.A..
La version française des Fiat C40 / C50 est parfaitement identique au modèle original italien dans sa conception, finition et équipement de la cabine. La seule différence était le moteur qui reprenait un très ancien bloc Unic 4 cylindres, plutôt obsolète, qui s’avérera le point faible car développant une puissance insuffisante pour la charge du véhicule, bien que supérieure, comparée à celle des productions Renault et Berliet correspondantes de l'époque.
Malgré ce défaut majeur (par rapport aux productions étrangères), la fabrication et la commercialisation de ces camions se poursuivra en France jusqu'en 1973. Quelques exemplaires ont été exportés en Suisse jusqu'en 1966.
| Modèle                   | Années de production                              | Type moteur                                 | Cylindrée cm3 | Puissance ch DIN | PTC en tonnes            |
| ------------------------ | ------------------------------------------------- | ------------------------------------------- | ------------- | ---------------- | ------------------------ |
| Fiat C40                 | 1958-1960                                         | Fiat 213                                    | 4 678         | 90               | 7,5                      |
| Fiat C50                 | 1959-1960                                         | Fiat 213                                    | 4 678         | 90               | 8,6                      |
| Fiat 645N 4x2 N1 N2 N3   | 1959-1967 1967-1969 1969-1970 1970-1972           | Fiat 213 Fiat 806A Fiat 806.01 Fiat 8060.02 | 4 678 5 183   | 90 100 110 122   | 8,0 8,5                  |
| Fiat 650N 4x2 N1 N2 N3 E | 1960-1967 1967-1969 1969-1970 1970-1973 1960-1969 | Fiat 213 Fiat 806A Fiat 806.01 Fiat 8060.02 | 4 678 5 183   | 90 100 110 122   | 8,5 8,65 8,75 9,25 10,25 |
| Unic MZU 34 Bussang      | 1960-1964                                         | Unic MZ 31                                  | 5 027         | 95               | 8,0                      |
| Unic MZU 34RS Bonhomme   | 1961-1964                                         | Unic MZ 31                                  | 5 027         | 95               | 9,0                      |
| Unic MZU 35 Donon        | 1961-1964                                         | Unic MZ 31                                  | 5 027         | 95               | 9,5                      |
| Unic MZU 36 Saverne      | 1960-1961                                         | Unic MZ 31                                  | 5 027         | 95               | 10,5                     |
| Unic MZU 37 Belfort      | 1960-1961                                         | Unic MZ 31                                  | 5 027         | 95               | 11,4                     |
| Unic MZU 34R Donon       | 1961-1963                                         | Unic MZ 32                                  | 5 383         | 100              | 9,0                      |
| Unic MZU 34RS Bonhomme   | 1961-1966                                         | Unic MZ 32                                  | 5 383         | 100              | 9,0                      |
| Unic MZU 35 Bussang      | 1964-1966                                         | Unic MZ 32                                  | 5 383         | 110              | 10,5                     |
| Unic MZU 36 Saverne      | 1961-1963                                         | Unic MZ 32                                  | 5 383         | 100              | 10,5                     |
| Unic MZU 37 Belfort      | 1961-1963                                         | Unic MZ 32                                  | 5 383         | 110              | 11,4                     |
| Unic MZU 37 Somport      | 1964-1966                                         | Unic MZ 52                                  | 6 730         | 127              | 12,5                     |
| Unic P 6 Vosges          | 1966-1973                                         | Unic MZ 32SD                                | 4 493         | 105              | 9,0                      |
| Unic P 8 Vosges          | 1966-1973                                         | Unic MZ 32SD                                | 4 493         | 105              | 10,9                     |
| Unic P 8R Vosges         | 1966-1973                                         | Unic MZ 32S                                 | 5 383         | 127              | 10,9                     |
| Unic P 8R 4x4 Vosges     | 1966-1973                                         | Unic MZ 32S                                 | 5 383         | 127              | 12,0                     |
| Unic P 9 Vosges          | 1966-1973                                         | Unic MZ 32S                                 | 5 383         | 127              | 12,5                     |
| Unic T 8R Vosges         | 1966-1973                                         | Unic MZ 32S                                 | 5 383         | 127              | PTRA 19,5                |